# Saint-Perdoux (Dordogne)
Saint-Perdoux ist eine französische Gemeinde mit 142 Einwohnern (Stand 1. Januar 2022) im Département Dordogne in der Region Nouvelle-Aquitaine (vor 2016: Aquitanien). Sie gehört zum Arrondissement Bergerac und zum Kanton Sud-Bergeracois.
Der Name in der okzitanischen Sprache lautet Sent Pardol und leitet sich vom heiligen Pardulf von Gueret ab.
Die Einwohner werden Saint Perduciens und Saint Perduciennes genannt.

## Geographie
Saint-Perdoux liegt ca. 15 km südöstlich von Bergerac in dessen Einzugsbereich (Aire urbaine) im Gebiet Bergeracois der historischen Provinz Périgord.
Umgeben wird Saint-Perdoux von den sechs Nachbargemeinden:
| Ribagnac               | Bouniagues                                  |           |
| Sadillac               | Kompassrose, die auf Nachbargemeinden zeigt | Monsaguel |
| Saint-Capraise-d’Eymet |                                             | Plaisance |

Saint-Perdoux liegt im Einzugsgebiet des Flusses Garonne. Der Courbarieux, ein Nebenfluss der Banège, entspringt auf dem Gebiet der Gemeinde.

## Einwohnerentwicklung

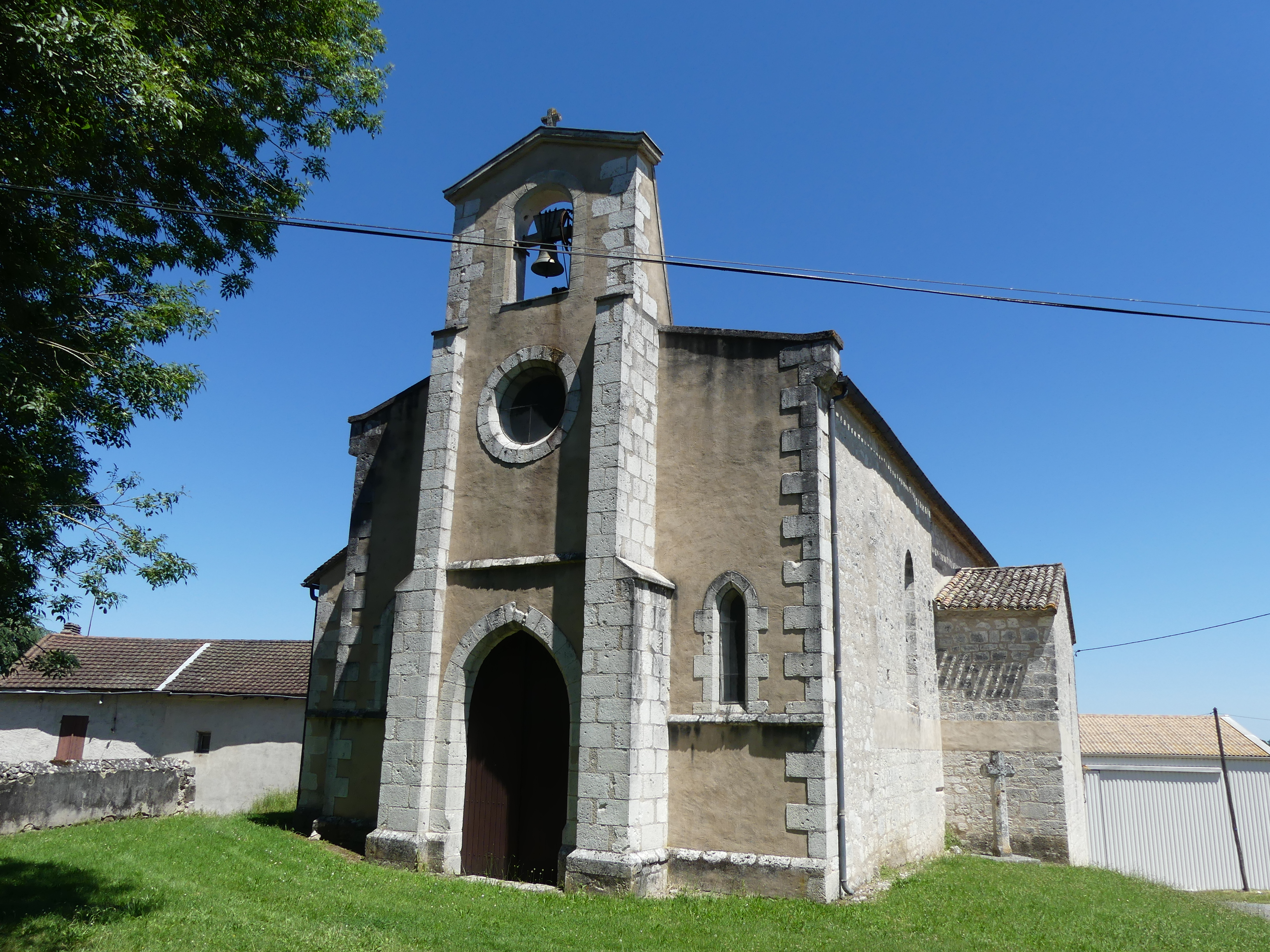
Pfarrkirche Saint-Pardoux

Nach Beginn der Aufzeichnungen stieg die Einwohnerzahl in der ersten Hälfte des 19. Jahrhunderts auf einen Höchststand von rund 455. In der Folgezeit setzte eine Phase der Stagnation bis zu den 1990er Jahren ein, die die Zahl der Einwohner bei kurzen Erholungsphasen auf 120 Einwohner sinken ließ, bevor sie sich auf ein Niveau von rund 135 Einwohnern stabilisierte, das bis heute gehalten wird.
| Jahr      | 1962 | 1968 | 1975 | 1982 | 1990 | 1999 | 2006 | 2011 | 2022 |
| --------- | ---- | ---- | ---- | ---- | ---- | ---- | ---- | ---- | ---- |
| Einwohner | 138  | 132  | 122  | 121  | 120  | 136  | 138  | 136  | 142  |

## Sehenswürdigkeiten
- Pfarrkirche Saint-Pardoux, ersetzte im 15. Jahrhundert einen Vorgängerbau
- Schloss Puyredon aus dem 17. Jahrhundert
- Herrenhaus Saint-Perdoux aus dem 17. Jahrhundert
- Herrenhaus La Faurie aus dem 16. Jahrhundert

## Wirtschaft und Infrastruktur
Landwirtschaftliche Aktivitäten der Gemeinde sind Viehzucht, der Weinbau, der Ackerbau und der Obstbau, insbesondere von Pflaumen.
Saint-Perdoux liegt in den Zonen AOC des Bergerac mit den Appellationen Bergerac (blanc, rosé, rouge) und Côtes de Bergerac (blanc, rouge).

### Verkehr
Die Route nationale 21 bildet in diesem Gebiet die Verkehrsachse Bergerac–Agen und verläuft durch das Zentrum von Saint-Perdoux.